# Christian Bansa
Christian Bansa (* 8. August 1791 in Friedberg (Hessen); † 11. Februar 1862 in Homburg vor der Höhe) war ein liberaler hessischer Politiker, ehemaliger Abgeordneter der 2. Kammer der Landstände des Großherzogtums Hessen und Staatsminister in Hessen-Homburg.

## Familie
Christian Bansa war der Sohn des Gießener Hofkammerrates Johann Conrad Bansa (1759–1825) und seiner Frau Johanna Friederike, geborene von Schmalcalder (1762–1814). Christian Bansa heiratete in erster Ehe am 18. Oktober 1817 Friederike Luise, geborene Schulz (1792–1820) und am 1. Januar 1822 in zweiter Ehe Sophie Luise, geborene Stürz (1801–1877).

## Ausbildung, Beruf und Politik
Christian Bansa studierte ab 1809 Rechtswissenschaften in Gießen und schloss das Studium mit der Promotion zum Dr. Jur. ab. Er wurde 1814 Mitglied der Burschenschaft Teutonia Gießen. Ab 1820 wirkte er als Hofadvokat in Gießen. Als Teilnehmer des Hambacher Festes wurde er 1832 vorübergehend wegen „demagogischer Umtriebe“ verhaftet. Er ist im Schwarzen Buch der Frankfurter Bundeszentralbehörde (Eintrag Nr. 53) eingetragen.
In der 5. Wahlperiode (1832–1833) war Christian Bansa Abgeordneter der 2. Kammer der Landstände des Großherzogtums Hessen. In den Landständen vertrat er den Wahlbezirk Oberhessen 6/Heuchelheim. Nach der Auflösung des Landtags durch Großherzog Ludwig II wurde er bei den Neuwahlen 1833 nicht erneut gewählt.
1848 war er Mitglied des Vorparlaments. Nach der Märzrevolution wurde er 1848 landgräflich hessen-homburgischer dirigierender wirklicher Geheimer Rat und Staatsminister. Am 6. April 1848 erzwangen die Bürger im Oberamt Meisenheim die Beurlaubung des Verwaltungschefs im Oberamt, Johann Georg Martin Reinhardt. Christian Bansa übernahm in der Folge für ein Jahr die Leitung des Oberamtes.